# Rabenwaldkogel
Der Rabenwaldkogel ist ein markanter Berg und mit einer Seehöhe von 1280 m ü. A. die höchste Erhebung des Jogllands in der Oststeiermark.

## Lage
Der Rabenwaldkogel befindet sich am südöstlichen Alpenrand (Randgebirge östlich der Mur) und ist diesem vorgelagert, was ihm eine markante Position verleiht und eine gute Aussicht über das oststeirische Hügelland bietet. Er dominiert das Stubenberger Becken und geht im Süden in die oststeirische Riedellandschaft über.

## Bergbau

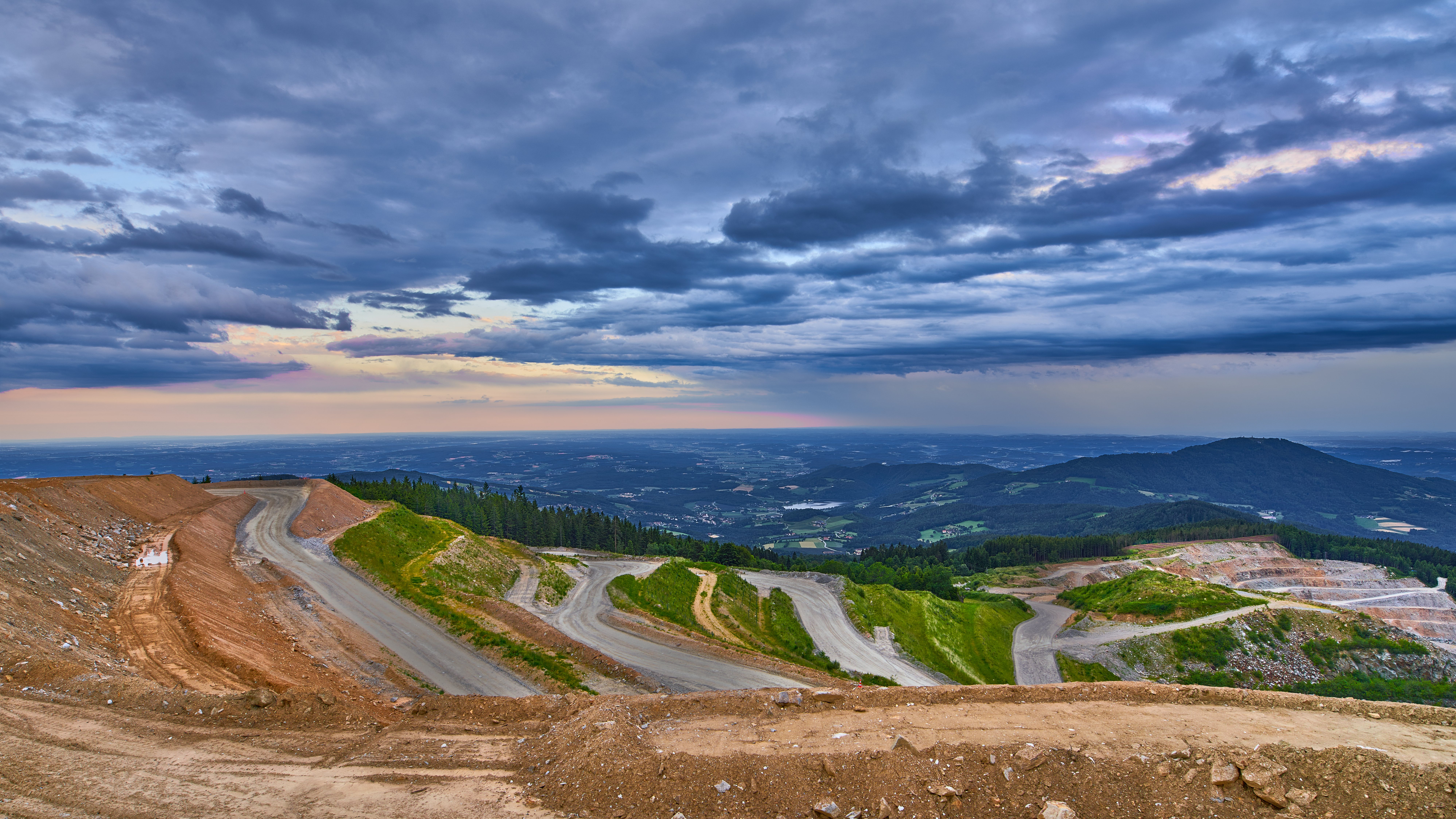
Talktagbau

Am Rabenwaldkogel erfolgt der Abbau von Talk im Tagebau. Neben Talk wird Leukophyllit abgebaut. Der Transport erfolgt mittels Seilbahn zur Mühle in Anger, wo die Mineralien zu hochwertigen Rohstoffen für die Industrie verarbeitet werden. Der Tagebau wird vom Bergbaukonzern Imerys betrieben.

## Tourismus
Der Stubenbergsee sowie das Schloss Herberstein mit dem angeschlossenen Tier- und Naturpark bilden die Hauptattraktionen der Region, wenngleich bereits am Fuße des Kulms liegend. Der Rabenwald selbst eignet sich für Familienwanderungen. Am Fuße des Berges befindet sich mit dem Hödl Hof eine wichtige Station des 1. Österreichischen Schnapslehrpfads.